# 扎瓦迪夫卡 (捷爾諾波爾州)
49°8′33″N 25°3′2″E / 49.14250°N 25.05056°E
扎瓦迪夫卡（烏克蘭語：Завадівка），是烏克蘭西部的村落，隸屬捷爾諾波爾州喬爾特基夫區莫納斯特里斯卡市鎮，始建於1648年，面積1.49平方公里，2001年人口233，人口密度每平方公里156.8人。